# Interestatal 280 (California)
La Interestatal 280 (I-280) es un tramo de 57 millas (92 km) de longitud de sentido norte–sur de la Interestatal 280 en el Área de la Bahía de San Francisco  del Norte de California. Conecta la ciudad de San José y San Francisco, pasando justo a lo largo del oeste de las ciudades de la Península de San Francisco en gran parte de su ruta.
La I-280 desde su inicio en King Street y Fifth Street en San Francisco hasta la Autovía James Lick es llamada Southern Embarcadero Freeway. La I-280 desde la Autovía James Lick hasta su interchange con la Ruta Estatal 1 llamada Southern Freeway.  La I-280 empieza desde su interchange con la Ruta Estatal 1 en Daly City en la cual fue construida y fue nombrada Junipero Serra Freeway. En algunos de los letreros (en Daly City) aún se puede encontrar el nombre de Junipero Serra Freeway y conocida como la Autovía más bella del mundo debido a su ruta escénica a lo largo de la Península de San Francisco. El tramo de la Interestatal 280 entre la U.S. 101 y la Interestatal 880 forma parte de la Autovía Sinclair (Sinclair Freeway).
Esta ruta forma parte del Sistema de Autovías y Vías Expresas de California y es eligible para el Sistema de Carreteras Escénicas de California.